# Szalay Csongor
Szalay Csongor (Budapest, 1985. július 16. –) szinkronszínész, szinkronrendező, a The Grenma együttes énekese, gitárosa.

## Életpályája
Már óvodás korában elkezdett zongorázni és szinkronizálni. Két idősebb és egy fiatalabb lánytestvére van.
A gimnáziumi éveiben ismerkedett meg Botlik Mátyással, aki egyben az osztálytársa volt, és 14 évesen kezdtek el együtt zenélni. Néhány évvel később pedig csatlakozott Arany Dóra is, 2004-ben alapították a The Grenma együttest. Eddig öt lemezük jelent meg, 2009 júniusában megkapta a BRAVO OTTO-díjat is az év legjobb albumáért.
Egyben a Spotify zene streamelő szolgáltatás reklám hangja is.

## Szinkronszerepei

### Filmek
| Film                                   | Szereplő                                              | Színész                           |
| -------------------------------------- | ----------------------------------------------------- | --------------------------------- |
| Tiszta égbolt                          | Szerjozska                                            | Oleg Tabakov                      |
| A keselyűk karmaiban                   | További magyar hang                                   |                                   |
| A keresztapa                           | További magyar hang                                   |                                   |
| Dillinger                              | Kisfiú a pisztollyal                                  |                                   |
| Fehér Agyar                            | Mitsah                                                | Missale                           |
| Piedone, a zsaru                       | Salvatore                                             |                                   |
| Számláljátok meg a vadnyulakat!        | Barna pulóveres kisfiú                                |                                   |
| Vakáció a buszon                       | Kicsi Arthur                                          | Adam Rhodes                       |
| Harmadik típusú találkozások           | Toby Neary                                            | Justin Dreyfuss                   |
| Ezüstnyereg                            | ifj. Thomas Barrett                                   | Sven Valsecchi                    |
| Piedone Afrikában (Piedone 3.)         | Bodo                                                  | Baldwyn Dakile                    |
| Piedone Egyiptomban (Piedone 4.)       | Bodo                                                  | Baldwyn Dakile                    |
| Blues Brothers – A Blues-fivérek       | További magyar hang                                   |                                   |
| Porontyjárat                           | További magyar hang                                   |                                   |
| Szerző, szerző!                        | További magyar hang                                   |                                   |
| A kívülállók                           | Sodapop Curtis                                        | Rob Lowe                          |
| Csobbanás                              | További magyar hang                                   |                                   |
| A kukorica gyermekei                   | Job                                                   | Robby Kiger                       |
| Legjobb védekezés                      | Morgan Cooper, Wylie fia                              | Michael Scalera                   |
| Delta kommandó                         | További magyar hang                                   |                                   |
| A Moszkitó-part                        | Jerry Fox                                             | Jadrien Steele                    |
| Berlin felett az ég                    | További magyar hang                                   |                                   |
| Halálos fegyver                        | Alfred                                                | Donald Gooden (2. és 3. hang)     |
| Kettős ügynök                          | Russ Starbinder                                       | Christopher Burton                |
| A magányos zsaru                       | Christian                                             | Frank Ayas                        |
| Sátáni megszállottság                  | Andrew Tippetts                                       | Whit Hertford                     |
| Tamás bátya kunyhója                   | Jimmy                                                 | William Ramsey                    |
| Az utolsó császár                      | Pu Csie (7 évesen)                                    | Henry Kyi                         |
| Csak a testemen keresztül              | Rounder                                               | Joseph Gordon-Levitt              |
| A legutolsó cserkész                   | Richard fiatalon                                      | Joshua Horowitz                   |
| Amerikai nindzsa 3. – Véres vadászat   | További magyar hang                                   |                                   |
| Szemet szemért                         | Eddie                                                 | Richard Habersham                 |
| Jasper, a dög                          | Dante                                                 | Dante Basco                       |
| Nagymenők                              | Michael fiatalon                                      | Anthony Valentin                  |
| Ovizsaru                               | Joseph                                                | Miko Hughes                       |
| Ragadozó 2.                            | Brian                                                 | Brian Levison                     |
| A repülő tornacipő                     | Piros pulcsis fiú                                     |                                   |
| Siker teszi az embert                  | Denny Webb                                            | Daniel Fekete                     |
| Stephen King: Az                       | George „Georgie” Elmer Denbrough                      | Tony Dakota                       |
| A Villám                               | Shawn Allen                                           | Justin Burnette                   |
| A fiú és a csavargó                    | James                                                 | Jeremy Radick                     |
| Az örömapa                             | Matty Banks                                           | Kieran Culkin                     |
| Testvérharc                            | Tad Lincoln                                           | Andrew Winton                     |
| Danielle Steel: Ékszerek               | Xavier 7 évesen                                       | Justin Ridgewell                  |
| Dilis bagázs                           | Kevin                                                 | Kevin Chalia                      |
| Drágám, a kölyök marha nagy lett!      | Adam Szalinski                                        | Joshua és Daniel Shalikar         |
| Lorenzo olaja                          | Lorenzo                                               | Zack O’Malley Greenburg           |
| Danielle Steel: Sztár                  | Zeb                                                   | Jordan Masterson                  |
| Dennis, a komisz                       | Dennis Mitchell                                       | Mason Gamble                      |
| Extralarge II. – A Nap ura             | Kicsi Tyson                                           | Georgie Cranford                  |
| Extralarge II. – A nindzsa árnyéka     | Kicsi Tyson                                           | Georgie Cranford                  |
| Extralarge II. – Gonzales bosszúja     | Kicsi Tyson                                           | Georgie Cranford                  |
| Extralarge II. – Gyémántok             | Kicsi Tyson                                           | Georgie Cranford                  |
| Extralarge II. – Indiánok              | Kicsi Tyson                                           | Georgie Cranford                  |
| Lángra lobbant szerelem                | Wallace fiatalon                                      | Lance Lee Baxley                  |
| Mindent a győzelemért!                 | Mark (7 évesen)                                       | Christopher Erwin                 |
| Nicsak, ki beszél most!                | Mikey Ubriacco                                        | David Gallagher                   |
| A rémkoppantók                         | Hilly Brown                                           | Leon Woods                        |
| Úton hazafelé – Egy hihetetlen utazás  | Jamie Seaver                                          | Kevin Chevalia                    |
| Anyja fia                              | További magyar hang                                   |                                   |
| Dzsungelháború                         | További magyar hang                                   |                                   |
| A Flintstone család                    | Bamm-Bamm                                             | Hlynur és Marinó Sigurdsson       |
| Forrest Gump                           | Forrest Junior                                        | Haley Joel Osment                 |
| Időzsaru – Timecop                     | Walker fia                                            | Cole Bradsen                      |
| A pénz boldogít                        | Danny fiatalon/Kis Joe McTeauge (6 évesen)            | Beau Byron/Eric Llyod             |
| Rendőrvicc                             | Billy Robberson                                       | Miko Hughes                       |
| Szenvedélyek viharában                 | További magyar hang                                   |                                   |
| Télapu                                 | Charlie Calvin                                        | Eric Lloyd                        |
| Világgá mentem                         | Adam                                                  | Jussie Smollett                   |
| Apolló 13                              | Jeffrey Lovell                                        | Miko Hughes                       |
| Babe                                   | Babe, a malac (hangja)                                | Christine Cavanaugh               |
| Baby Face Nelson                       | Baby Face fiatalon                                    | Michael Malota                    |
| Die Hard – Az élet mindig drága        | Raymond                                               | Aldis Hodge                       |
| Billy Madison – A dilidiák             | Ernie                                                 | Jared Cook                        |
| Elátkozottak faluja                    | David McGowan                                         | Thomas Dekker                     |
| Ernest nagy dobása                     | Quincy Worth, Barry fia                               | Aaron Joseph                      |
| Halloween 6. – Az átok beteljesül      | Danny Strode                                          | Devin Gardner                     |
| Indián a szekrényben                   | Omri                                                  | Hal Scardino                      |
| Keleti harc                            | Eric Grant                                            | Andrew J. Ferchland               |
| Kemény lecke                           | Billy Rankin                                          | Adam Wylie                        |
| Ki az úr a háznál?                     | Norman Bronski (Sötét Sas)                            | Zachary Browne                    |
| Kutyavilág                             | Fluke kölyökként                                      | Sam Gifaldi                       |
| Mintamókus                             | További magyar hang                                   |                                   |
| Négy szoba                             | Juan (A kis csibészek)                                | Danny Verduzco                    |
| Oroszlánütés                           | További magyar hang                                   |                                   |
| Shop-show                              | További magyar hang                                   |                                   |
| Szédült hétvége                        | Walter Wedman, Jr.                                    | Zack Duhame                       |
| Talpig zűrben 3.                       | Junior Healy                                          | Justin Chapman                    |
| A vadon mélyén – Sárga kutya kalandjai | Silas McCormick                                       | Joel Palmer                       |
| Csillagot az égről                     | Jake „J.J.” Warren                                    | Jake Llyod                        |
| A csodabogár                           | Al Pennamin                                           | David Gallagher                   |
| Flipper                                | Marvin                                                | Jason Fuchs                       |
| A függetlenség napja                   | Dylan Dubrow                                          | Ross Bagley                       |
| A gyanú árnyéka                        | További magyar hang                                   |                                   |
| A holló 2. – Az angyalok városa        | További magyar hang                                   |                                   |
| Hull a pelyhes                         | Jamie Langston                                        | Jake Llyod                        |
| A jaguár bosszúja                      | Jeremy Leigh                                          | Devon Michael                     |
| Jerry Maguire – A nagy hátraarc        | Ray Boyd                                              | Jonathan Lipnicki                 |
| A kalandor                             | Billy                                                 | Matt Lyon                         |
| Kölcsönkinyír visszajár                | Fiatal David                                          | Justin Jon Ross                   |
| A kukorica gyermekei 4.: A gyűlés      | További magyar hang                                   |                                   |
| Nesztelen halál                        | Adam                                                  | Michael Galeota                   |
| A rajongó                              | Richie Renard                                         | Andrew J. Ferchland               |
| A rémkirály                            | Fiatal Abel                                           | Caspar Salmon                     |
| Rózsaágy                               | Herceg                                                | Aldis Hodge                       |
| Segíts, mumus!                         | Albert Franklin                                       | Haley Joel Osment                 |
| Space Jam – Zűr az űrben               | Marcus Jordan                                         | Eric Gordon                       |
| Szép kis nap!                          | Sammy Parker                                          | Alex D. Linz                      |
| Csenő manók                            | Borsócska                                             | Tom Felton                        |
| Drágám, most mi mentünk össze!         | Adam Szalinski                                        | Bug Hall                          |
| Ebadta delfin                          | Jordan Barnett                                        | Miko Hughes                       |
| Flubber – A szórakozott professzor     | További magyar hang                                   |                                   |
| Hanta Boy                              | Max Reede                                             | Justin Cooper                     |
| Hét év Tibetben                        | Lhamo Dhondrub, a Dalai Lama (14 évesen) / (8 évesen) | Jamyang Jamtsho és Sonam Wangchuk |
| Kundun                                 | Lhamo Dhondrub, a Dalai Lama (12 évesen)              | Gyume Tethong                     |
| Lesz ez még így se!                    | Spencer Connelly                                      | Jesse James                       |
| Nekem 8                                | Joey                                                  | Markus T. Paulk                   |
| Odüsszeusz (Odüsszeia)                 | Fiatal Télemakhosz                                    | Josh Maguire                      |
| Oscar Wilde szerelmei                  | További magyar hang                                   |                                   |
| Sohasem ártok                          | Robbie Reimuller                                      | Seth Adkins                       |
| Tűz az űrből                           | Gyerek                                                | Nicole D’Or                       |
| Babe 2. – Kismalac a nagyvárosban      | Babe malac (hangja)                                   | Elizabeth Daily                   |
| Casper és Wendy                        | Casper                                                | Jeremy Foley                      |
| Dennis, a komisz ismét pimasz          | Dennis Mitchell                                       | Justin Cooper                     |
| Édesek és mostohák                     | Ben Harrison                                          | Liam Aiken                        |
| Letaszítva                             | Kicsi Anthony                                         | Seth Adkins                       |
| Maffia!                                | Kicsi Anthony                                         | Seth Adkins                       |
| Nyitott szemmel                        | Joshua Beal                                           | Joseph Cross                      |
| A suttogó                              | Joe Booker                                            | Ty Hillman                        |
| A szabadság katonái                    | Randy                                                 | Cody Dorkin                       |
| Angyal a lépcsőn                       | További magyar hang                                   |                                   |
| Tea Mussolinivel                       | Luca (gyerek)                                         | Charlie Lucas                     |
| Fűre tépni szabad                      | További magyar hang                                   |                                   |
| Isten városa                           | Gyapjas                                               | Edson Oliveira                    |
| Télapu 2. – Veszélyben a karácsony     | Charlie Calvin                                        | Eric Lloyd                        |
| Vagány nők klubja                      | Pete Abbott fiatalon                                  | Frederick Koehler                 |
| Veszélyes kívánságok                   | Cody                                                  | Huntley Ritter                    |
| Apámra ütök                            | Danny Hughes                                          | Justin Berfield                   |
| Bajos csajok                           | Kevin Gnapoor                                         | Rajiv Surendra                    |
| Ottalvós buli                          | További magyar hang                                   |                                   |
| Pillangó-hatás                         | Tommy Miller (13 évesen)                              | Jesse James                       |
| Szupervihar                            | További magyar hang                                   |                                   |
| Cry Wolf – Kiálts farkast!             | Lewis                                                 | Paul James                        |
| Egy esküvő, nyolc gyerek               | Rusty                                                 | Tyler Hynes                       |
| Kigyóharapás                           | Ricky                                                 | Pawel Szajda                      |
| A bátrak hazája                        | Billy Marsh                                           | Sam Jones III                     |
| Buliszerviz 2. – Taj előmenete         | Gethin                                                | Anthony Cozens                    |
| Cserebere szerencse                    | További magyar hang                                   |                                   |
| Hideg préda                            | Mortein Tobias                                        | Rolf Kristian Larsen              |
| Hülyék Paradicsoma                     | Energetikai miniszter                                 | Brendan Hill                      |
| Kőkemény                               | Michael Polischka                                     | David Kross                       |
| Megetetett társadalom                  | Brian                                                 | Paul Dano                         |
| Örökké tudom, mit tettél tavaly nyáron | Roger                                                 | Seth Packard                      |
| Stephanie Daley                        | További magyar hang                                   |                                   |
| Télapu 3. – A szánbitorló              | Charlie Calvin                                        | Eric Lloyd                        |
| X-Men: Az ellenállás vége              | További magyar hang                                   |                                   |
| Hajrá, csajok! 4.                      | Ruben                                                 | Noel Areizaga                     |
| Halálos ítélet                         | Brendan Hume                                          | Stuart Lafferty                   |
| Láthatatlan                            | További magyar hang                                   |                                   |
| Mindenki elhúz Brisbane-ből            | Kane/Negatív férfi                                    | Christopher Sommers               |
| Nem vénnek való vidék                  | Biciklis fiú                                          | Josh Blaylock                     |
| Pónikaland                             | Josh Wilson                                           | Aedan Tomney                      |
| Rémbo fia                              | További magyar hang                                   |                                   |
| Tuti lúzerek                           | Randy Randinger                                       | Martin Spanjers                   |
| A zóna                                 | Alejandro                                             | Daniel Tovar                      |
| A felolvasó                            | Michael Berg fiatalon                                 | David Kross                       |
| A hullám                               | Marco                                                 | Max Riemelt                       |
| Jégtörök 2. – Az ifi bajnokság         | További magyar hang                                   |                                   |
| Karácsonyi fények                      | Pat Kinkade                                           | Aaron Ashmore                     |
| Merénylet a suligóré ellen             | Ricky Delacruz                                        | Vincent Piazza                    |
| Milk                                   | Cleve Jones                                           | Emile Hirsch                      |
| Myrsky, a juhászkutya                  | További magyar hang                                   |                                   |
| Queen Sized – Tömör a gyönyör          | Jared                                                 | Tiger Sheu                        |
| Bunkó vagyok, így hódítók              | Dudley                                                | Anthony Gaskins                   |
| Bunyó                                  | Z                                                     | Peter Anthony Tambakis            |
| Csirke kabala módra                    | Pete Ivery                                            | Jason Dolley                      |
| Woodstock a kertemben                  | Billy                                                 | Emile Hirsch                      |
| Bonin – Az országút gyilkosa           | Billy Pugh / Steven                                   | Thomas Curtis / Nik Taylor        |
| Kóser játszma                          | Leon Zommerman                                        | Jason Fuchs                       |
| Piranha 3D                             | Jake Forester                                         | Steven R. McQueen                 |
| William és Kate – Egy álom valóra vált | James Middleton                                       | Calvin Goldspink                  |
| Holdhercegnő                           | Robin De Noir                                         | Tim Curry                         |
| Szédületes éjszaka                     | Bryce                                                 | Edwin Hodge                       |
| Vámpírunk, a gyerekcsősz               | Ethan Morgan                                          | Matthew Knight                    |
| A 18 éves szűz                         | Marshall                                              | Jonathan Michael Trautmann        |
| Bar/átok                               | Jake Logan                                            | Nick Robinson                     |
| Végjáték                               | Fly Molo                                              | Brandon Soo Hoo                   |
| Vörös vihar                            | fiatal Thomas                                         | Tom Schilling                     |
| Madea néni, avagy a tanú védtelen      | Jake                                                  | Romeo Miller                      |
| Bízz a szerelemben                     | srác a bulin                                          | Glen Powell                       |
| LOL                                    | Wen                                                   | Adam G. Sevani                    |
| Csak egy átlagos suli                  | BDC                                                   | Andrew Herr                       |
| Második nekifutás                      | James                                                 | Chris Cleary Miles                |
| Második nekifutás                      | James kiskorában                                      | Nathan Yapp                       |

### Sorozatok
| Sorozat                                                        | Szereplő                                                      | Színész               |
| -------------------------------------------------------------- | ------------------------------------------------------------- | --------------------- |
| 24                                                             | Derek Huxley                                                  | Brady Corbet          |
| Continuum                                                      | Zack                                                          | Cameron Barnett       |
| Döglött akták : A kulcs                                        | Jed Huxley                                                    | Mark L. Young         |
| Döglött akták : A gördeszkás fiú esete                         | Nash Simpson                                                  | Nick Thurston         |
| Együtt és egyedül                                              | Danny Clarke                                                  | Andrew Ferguson       |
| Egyről a kettőre                                               | Brendan Lambert                                               | Josh Bryne            |
| Emberi tényező : Észlelés                                      | Julian                                                        | Iain Belcher          |
| Az indíték : Lopakodó Tom                                      | Tom                                                           | Tyler Johnston        |
| Quinn doktornő                                                 | Brian Cooper                                                  | Shawn Toovey          |
| Családi kötelékek                                              | Andrew 'Andy' Keaton                                          | Brian Bonsall         |
| Az óceán lánya                                                 | Brett Bates                                                   | Jeffrey Walker        |
| Öribarik                                                       | Naldo Montoya                                                 | Ricky García          |
| Kalandok Kythera szigetén                                      | Zenton                                                        | Zenton Chorny         |
| Brooklyn híd                                                   | Nathaniel Silver                                              | Matthew Louis Siegel  |
| Csacska angyal                                                 | Martin Fritzenwalden                                          | Agustin Sierra        |
| A liliomlány                                                   | Victor                                                        | Eleazar Gomez         |
| M, mint muskétás                                               | Prince Louis                                                  | Robert Sheehan        |
| Tinik, tenisz, szerelem                                        | Rick Geddes                                                   | Kyle Switzer          |
| Napfényes Kythera                                              | Johnny                                                        | George Lekkas         |
| H2O: Egy vízcsepp elég (VIASAT3-verzió)                        | Lewis McCartney                                               | Angus McLaren         |
| Harcra fel!                                                    | Rudy                                                          | Jason Earles          |
| A mélység fantomja                                             | Phil Nance                                                    | Eddie Hassell         |
| Kyle, a rejtélyes idegen                                       | Declan McDonough                                              | Chris Olivero         |
| Nyári álmok                                                    | Alex                                                          | Shafik Ahmad          |
| Nyomtalanul                                                    | Danny Spencer                                                 | Ricky Ullman          |
| Jó kis bagázs                                                  | Romain                                                        | Kevin Antoine         |
| Candy                                                          | Charly                                                        | Eleazar Gomez         |
| Friday Night Lights - Tiszta szívvel foci                      | Brian 'Smash' Williams                                        | Gauis Charles         |
| Power Rangers: Misztikus erők Power Rangers: Mystic Force      | Charlie 'Chip' Thorn / Yellow Mystic Ranger                   | Nic Sampson           |
| Glee – Sztárok leszünk!                                        | Artie Abrams                                                  | Kevin McHale          |
| NCIS : Gyerekjáték                                             | Brett Murphy                                                  | Spencer Daniels       |
| NCIS : Bukott hazafi                                           | Tyler Hammond                                                 | Nick Niven            |
| NCIS : Lidércnyomás                                            | Michael Seelus gyakornok                                      | David Magidoff        |
| Isteni sugallat                                                | Friedman                                                      | Aaron Himelstein      |
| A Silla királyság ékköve                                       | a fiatal Kim Jusin                                            | Li Hjonvu             |
| CSI – Miami helyszínelők                                       | Kyle Harmon                                                   | Evan Ellingson        |
| CSI – Miami helyszínelők : Kisajátított életek                 | Austin Wells                                                  | Reiley McClendon      |
| Aaron Stone                                                    | Jason Landers                                                 | David Lambert         |
| CSI – A helyszínelők : 418/427                                 | Trent Moore                                                   | Patrick Stafford      |
| Esküdt ellenségek – Különleges ügyosztály : Undokság           | Lukas Ian Croft                                               | Zachary Knighton      |
| Esküdt ellenségek – Különleges ügyosztály : Családok           | Brian Coyle                                                   | Spencer Treat Clark   |
| Esküdt ellenségek – Különleges ügyosztály : Felelősségvállalás | Jordan Owens                                                  | Hunter Parrish        |
| Big Time Rush                                                  | James Diamond                                                 | James Maslow          |
| Róma                                                           | Duro                                                          | Rafi Gavron           |
| Elcserélt lányok                                               | Liam                                                          | Charles Michael Davis |
| Everwood                                                       | Topher Cole                                                   | Lukas Behnken         |
| Szünidei napló                                                 | Tom Wexler                                                    | Silvan Presler        |
| A főnök : Egy bíró halála                                      | Keith Thompson                                                | Bubba Lewis           |
| Futótűz                                                        | Lance                                                         | Kip Lewis             |
| Észlelés : Kilimandzsáró                                       | DJ Pierce                                                     | Shane Coffey          |
| Haven: 301                                                     | Wesley Toomey                                                 | Michael Therriault    |
| Violetta                                                       | Maxi                                                          | Facundo Gambandé      |
| Kémek küldetése                                                | Harry James                                                   | Connor Price          |
| Kisvárosi gyilkosságok : Az ártatlanság halála                 | Daniel Denning                                                | Joseph Scatley        |
| Kisvárosi gyilkosságok : Apró hiba                             | Tom Jeffers                                                   | James Musgrave        |
| Kőgazdagok                                                     | Zachary                                                       | Dave Franco           |
| The Walking Dead                                               | Heath                                                         | Corey Hawkins         |
| A hírnökök                                                     | Peter Moore                                                   | Joel Courtney         |
| Vészhelyzet – Los Angeles                                      | Elliot Lembeck                                                | Chase Ellison         |
| Humans                                                         | Harun Khan                                                    | Manpreet Bachu        |
| Penny a M.A.R.S-ból                                            | Tom Lauder                                                    | Jack Cristou          |
| Tini titánok                                                   | Gézengúz                                                      | Greg Cipes            |
| Tini titánok, harcra fel!                                      | Gézengúz, Gúzengéz, favágó fickó                              | Greg Cipes            |
| X-akták : Még valaki                                           | Arkie Seavers                                                 | Jared Ager-Foster     |
| Murdoch nyomozó rejtélyei: Alkalmazott fizika                  | James Gillies                                                 | Michael Seater        |
| Királynő egy hétre                                             | a fiatal I Jok herceg                                         | Pek Szunghvan         |
| Királynő egy hétre                                             | I Jok herceg                                                  | Jon Ucsin             |
| Szellemdoktor                                                  | Milo                                                          | Liam Aiken            |
| Titans                                                         | Garfield "Gar" Logan                                          | Ryan Potter           |
| Dallas                                                         | Ifj. Bobby (egy Jockey nélküli világban, 356.rész - A talány) | David Katzman         |
| Doktor Murphy : Boldogság mindhalálig                          | Ariel Reznik                                                  | Allen Leech           |
| Grantchester bűnei : #5.6 rész                                 | Clement Gurney-Clifford                                       | Jonny Amies           |
| Szexoktatás                                                    | Kyle                                                          | Jojo Macari           |
| Mocsár                                                         | Jarek Malecki                                                 | Michał Pawlik         |

### Anime/Rajzfilm
| Cím                                                   | Szereplő | Eredeti szinkronhang                               |
| ----------------------------------------------------- | --- | -------------------------------------------------- |
| ¿?                                                    | Arrog | Vszevolod Kuznecov                                 |
| Rakéta majmok                                         | Wally | Mark Edwards                                       |
| Zombik szigete                                        | McGee | Scott McCord                                       |
| Bambi                                                 | Virág (gyerek) |                                                    |
| Pán Péter                                             | Róka |                                                    |
| 101 kiskutya                                          | Kuksi |                                                    |
| A kis Amadeus – Az ifjú Mozart kalandjai              | Mario |                                                    |
| Miraculous – Katicabogár és Fekete Macska kalandjai   | XY | Alexandre N’guyen (francia) Ben Diskin (angol)     |
| Akira                                                 | Kai | Kuszao Takesi                                      |
| A Flintstones család                                  | Bamm - bamm |                                                    |
| A hetedik testvér Vacak, az erdő hőse                 | Vacak | Aaron Bybee                                        |
| Süsüke, a sárkánygyerek                               | Süsüke |                                                    |
| Toy Story – Játékháború                               | Andy | John Morris (II)                                   |
| Egy bogár élete                                       | további szinkronhang |                                                    |
| InuYasha, a film 4. – A vörösen lángoló Haurai sziget | Dai | Kobajasi Jú                                        |
| Iron Kid - A vasököl legendája                        | Marty |                                                    |
| BeyWheelz                                             | Matthew |                                                    |
| Bleach                                                | Kuroszaki Icsigo | Morita Maszakazu (japán) Johnny Yong Bosch (angol) |
| Bleach: Elveszett emlékek (mozifilm)                  | Kuroszaki Icsigo | Morita Maszakazu                                   |
| Bleach: A gyémántpor lázadás (mozifilm)               | Kuroszaki Icsigo | Morita Maszakazu                                   |
| Tsubasa kapitány (1983)                               | Maszaru | Szuzuki Reiko                                      |
| D.Gray-man                                            | Allen Walker | Kobajasi Szanae                                    |
| Digimonok: Az új kaland (Digimon Frontier)            | Kanbara Takuja | Takeucsi Dzsunko                                   |
| Elfen Lied                                            | Kóta | Szuzuki Csihiro                                    |
| Freefonix – A zenebetyárok                            | Mo |                                                    |
| Full Metal Panic? Fumoffu (3. epizód)                 | Hjúga Maszatami | Noda Dzsunko                                       |
| Kilari                                                | Cukisima Szubaru | Aszanuma Sintaró                                   |
| Kaleido Star                                          | Ken Robbins | Simono Hiro                                        |
| Lovely Complex                                        | Kohori Kazuki | Simovada Hiroki                                    |
| Metajets                                              | Trail |                                                    |
| Nana (13. epizód)                                     | Szató Kóicsi (2. hang) | Fudzsii Keiszuke                                   |
| Naruto (Animax-verzió)                                | Gára | Isida Akira                                        |
| Animánia                                              | Skippy | Nate Ruegger                                       |
| Nodame Cantabile                                      | Tanaka „Maki” Makiko | Higa Kumiko                                        |
| Őslények országa 5. – A rejtélyes sziget              | Hami |                                                    |
| Őslények országa 6. – A Szaurusz Szikla titka         | Tappancs | Thomas Dekker                                      |
| Pokémon 6. – Kívánj valamit!                          | Maszato/Max | Jamada Fusigi                                      |
| Pokémon                                               | Hirosi/Ritchie | Takajama Minami                                    |
| Pokémon (10 évad óta)                                 | Ash Ketchum | Macumoto Rika (japán) Sarah Natochenny (angol)     |
| Rómeó és Júlia (14. epizód)                           | Petruccio | Szujama Akio                                       |
| Sámán király                                          | Len Tao | Park Romi                                          |
| Slayers: Next / Try / Revolution / Evolution-R        | Xellos | Isida Akira                                        |
| Soul Eater – Lélekfalók                               | Ox Ford | Josino Hirojuki                                    |
| Trigun                                                | 1. Kaite (7–8. epizód); 2. Zazie, a bestia (22. epizód) | 1. Macumoto Rika, 2. Kamija Hirosi                 |
| Vampire Knight                                        | Aidou kisgyerekként (3. epizód) | Kikucsi Kokoro                                     |
| Yin Yang Yo!                                          | Yang | Scott McCord                                       |
| Avatár – Aang legendája                               | Aang | Zach Tyler Eisen                                   |
| Viharsólymok                                          | Aerrow | Samuel Vincent                                     |
| B-Daman                                               | Wen |                                                    |
| Tini Titánok                                          | Gézengúz | Greg Cipes                                         |
| Ben 10 és az idegen erők                              | Cooper |                                                    |
| Pókember elképesztő kalandjai                         | Harry Osborn (1. évad) | Matt Lanter                                        |
| Pókember elképesztő kalandjai                         | Keselyű | Tom Kenny                                          |
| A dinoszauruszok királya                              | Max Taylor (Kodai Rjúta) | Matsumoto Megumi (japán) Veronica Taylor (angol)   |
| Bakugan szörny bunyósok                               | Billy | Furusima Kijotaka                                  |
| A párbaj mesterei                                     | Jack |                                                    |
| Beyblade                                              | Oliver | Minami Omi                                         |
| Amerikai sárkány                                      | Spad | Charlie Finn                                       |
| Kim Possible                                          | Junior | Diedrich Bader                                     |
| Az életem tinirobotként                               | Sheldon | Quinton Flynn                                      |
| Transformers: Cybertron (Cartoon Network-verzió)      | Coby |                                                    |
| Vili és Nosza                                         | Vili |                                                    |
| Chuggington Pályaudvar                                | Brewster (TV2-n meg Bruno a magyar hangja) |                                                    |
| T-Rex Expressz                                        | Pajti (Buddy) |                                                    |
| B, a szuperméh                                        | Ben |                                                    |
| Cubix                                                 | Mong |                                                    |
| Az icipici óriás                                      | Georges Pao-Ju |                                                    |
| Rocket Power                                          | Otto Rocket | Joseph Ashton                                      |
| Lego Nexo Knights                                     | Robin Underwood | Erin Mathews                                       |
| Kelj fel, Marci!                                      | Marci |                                                    |
| Herkules                                              | Barna kis fiú (Pech) | Bug Hall                                           |
| A Mancs őrjárat                                       | Marshall, a tűzoltó kutyi | Christian Corrao                                   |
| Krétazóna                                             | Blocky | Candi Milo/Robert Cait                             |
| Sonic Prime                                           | Tails | Ashleigh Ball                                      |
| Totál Dráma                                           | Mickey | Lyon Smith                                         |
| Lülü, a teknőc                                        | Szuszi Nyuszi |                                                    |
| A Simpson család                                      | 1. Milhouse Van Houten (1–5.évad, 6.évad - Masterfilm Digital szinkronos változat, 21.évadtól újból); 2. Todd Flanders (2. évad 6. rész); 3. Jimbo Jones (20–21. évad néhány epizódban) | 1.,3. Palema Hayden 2. Nancy Cartwright            |

### Videójáték
- League of Legends – Ekko